# Charles Alloncle
Pour les articles homonymes, voir Alloncle.
Charles-Henri Alloncle, dit Charles Alloncle, né le 21 octobre 1993 à Nancy (Meurthe-et-Moselle), est un entrepreneur et homme politique français.
Ancien candidat à la présidence des Jeunes Républicains, il cofonde une start-up de technologie financière (fintech) avant de retourner en politique sous l'étiquette LR-RN d'Eric Ciotti, qui deviendra le parti d'extrême droite UDR. Il est élu député dans la neuvième circonscription de l'Hérault en 2024.

## Biographie

### Débuts aux républicains
Charles-Henri Alloncle naît le 21 octobre 1993 à Nancy (Meurthe-et-Moselle). Il est le fils d'un haut fonctionnaire et grandit à Versailles (Yvelines). Il effectue ses études au lycée privé catholique Saint-Jean-Hulst à Versailles, puis intègre Sciences Po Paris en 2011 (dont il préside la section UMP en 2014-2015), puis la grande école de commerce HEC Paris, dont il sort diplômé en 2017.
En octobre 2018, alors président des Jeunes avec Sarkozy, il est candidat à la présidence des Jeunes Républicains : battu par Aurane Reihanian, il conteste sa victoire en l'accusant de fraude et dépose une saisine auprès de la Haute Autorité des Républicains,,. Un mois plus tard, celle-ci refuse d'invalider l'élection en indiquant que le nombre d'infractions au code électoral est insuffisant et que « cette intention de fraude ne pouvait être techniquement mise en œuvre ».

### Entrepreneur
Il co-fonde en 2019 une start-up détenue à 100 % par le Crédit agricole dans le domaine de la fintech, une néo-banque du nom de Blank, dont il est le directeur de l'exploitation (COO). Celle-ci vise à offrir des services aux commerçants, indépendants et artisans. En 2023, l’entreprise lève 47 millions d'euros.

### Élection comme député
À la suite de la dissolution de l'Assemblée nationale en 2024, il retourne en politique et se présente sous l'étiquette LR-RN (alliance intitulée union de l'extrême droite intégrant une partie des Républicains emmenée par Éric Ciotti et le Rassemblement national) dans la 9e circonscription de l'Hérault,. Le 7 juillet 2024, il est élu député avec 51,90 % des voix face à une candidate LFI. Il quitte alors ses fonctions dans la société Blank. À l'Assemblée nationale, il siège dans le groupe parlementaire ÀD!, plus tard renommé UDR.